# Крест Почёта Гражданской обороны (Норвегия)
 Крест Почёта Гражданской обороны  – ведомственная награда Гражданской обороны Королевства Норвегия.

## История
Крест Почёта Гражданской обороны был учреждён королевским указом от 6 ноября 2003 года.

## Положение
Крест предназначен для награждения служащих Гражданской обороны, проявивших изобретательность в опасных для жизни условиях.

## Описание
Серебряный крест синей эмали с бортиком с расширяющимися концами и штралами в виде заострённого лучика той же эмали. В центре креста круглый медальон с эмблемой Гражданской обороны Норвегии: идущий геральдически направо лев, держащий в передней лапе варяжский щит под норвежской королевской геральдической короной.
Реверс креста матированный. В центре надпись в три строки: «HONOR / ET / CARITAS» (Почёт и благотворительность)
 Лента креста белого цвета с двумя синими полосками по краям.